# 飯地村
飯地村（いいじむら）は、かつて岐阜県加茂郡にあった村である。現在の恵那市北西部。木曽川の北岸に位置する。
木曽川沿いは急峻な崖になっており、村の中心部は木曽川から離れた標高約600mの高原（飯地高原）に位置する。

## 大字・字
大字:無し
字:市政・中洞・五明・中下・下洞・蝮平・裏洞・大根・水汲場・小槇平・梅木坂・芳原・農樂郷・松本・宮洞・沖田・笹畑・金木山・橋場・澤尻・奥坂・松尾・富皆戸・曲リ戸・福原尾・平澤・烏帽子岩・岩浪・前之鳥屋・彌宜田・奥屋・魚釣・新皆戸・下杉・本洞・湫・木屋畑・神明堂・平瀬・川端・菜畑・岡田・上ミ田・松久地・石ヶ花・鹿路山・袖洞・中屋・米田・根畑・山塚・五軒畑・堀之前・福田尻・西ヶ鼻・中畑・川平・杣木屋・新田・木屋谷・岩切道・南洞・栢久後・入野

## 歴史
- 平安時代は蘇原荘に属していた。
- 鎌倉時代より戦国時代末期まで、苗木遠山氏の領地。
- 江戸時代、この地域は美濃国加茂郡であり、苗木藩領であった。
- 1870年（明治3年）に苗木藩が廃仏毀釈を実行し領内の全ての寺院が廃される。飯地村では、洞泉寺が廃されて仏教が無くなり、住民の殆どは神道となり今日に至る。
- 1870年（明治3年）4月 - 飯地村の西部が分立し、潮見村[2]が分立する。
- 1889年（明治22年）7月1日 - 町村制施行により、飯地村が発足。
- 1948年（昭和23年）4月1日 - 飯地村が加茂郡から恵那郡に移る。
- 1950年（昭和25年）6月1日 - 加茂郡潮南村との間で境界線が変更。潮南村大字潮見字入野が飯地村に編入される。
- 1954年（昭和29年）4月1日 - 恵那郡大井町、長島町、東野村、三郷村、武並村、笠置村、中野方村と合併し恵那市になる。

## 役場
- 1954年時点で、新たな役場庁舎が建設中であったが、竣工前に恵那市の発足で飯地村は廃止。庁舎は役場として使用されることなく、恵那市役所飯地事務所として使用されることとなった。2023年時点、建物は存在し、旧恵那市役所飯地事務所庁舎として、国登録有形文化財となっている。

## 学校
- 飯地村立飯地小学校 （現・恵那市立飯地小学校）
- 飯地村立飯地中学校 （1997年に笠置中学校、飯地中学校、中野方中学校を統合。現・恵那市立恵那北中学校）

## 神社・仏閣
- 太田神社
- 自法寺

## 観光
- 五毛座
- 笠置ダム
- 深沢峡
- 平沢滝
- 飯地高原テント村